# Jan Lukasiewicz

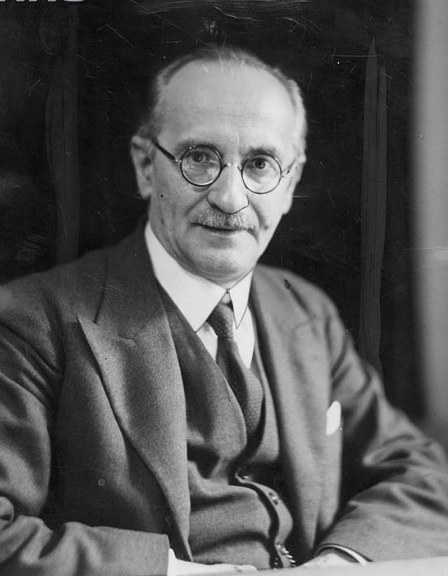
Jan Łukasiewicz în 1935

Jan Łukasiewicz (n. 21 decembrie 1878 – 13 februarie 1956) a fost un logician și filozof polonez, a activat ca profesor universitar la Lvov și Varșovia. A elaborat un sistem logic trivalent ("Asupra logicii trivalente") prin lucrarea sa "În apararea logisticii" a susținut independența logicii matematicii. În lucrarea "Silogostica aristotelică din punctul de vedere al logicii formale moderne" a comentat opera lui Aristotel.